# アンドロメダ (ルーベンス)
『アンドロメダ』（アンドロメダ、独: Andromeda, 英: Andromeda）は、バロック期のフランドルの巨匠ピーテル・パウル・ルーベンスが1638年から1639年にオーク板上に油彩で制作した絵画である。主題は、オウィディウスの『変身物語』で語られている英雄ペルセウスとアンドロメダの物語から採られている。ルーベンスの遺産にあった作品で、長男のアルベルト・ルーベンスが相続したものである。1884-1885年にブレナム宮殿のマールバラ公ジョージ・スペンサー＝チャーチルのコレクションから取得されて以来、ベルリン絵画館に所蔵されている。

## 主題
オウィディウスの著作『変身物語』によると、エチオピアの女王カッシオペイアは自分の美貌がネーレーイスたちに勝ると宣言した。これが海神ポセイドンの怒りを買い、彼はエチオピアに怪物ケートスを送り込む。ポセイドンの怒りを鎮めるためには、国民を餌食とするケートスに美しい王女アンドロメダを身代わりの犠牲として生贄に差し出すよりほかはなかった。しかし、英雄ペルセウスが現れて、怪物を退治し、彼女を解放する。

## 作品
ルーベンスはこの主題を何度か絵画化しているが、他の作品ではアンドロメダとペルセウスが等しく表されている。それに対し、本作では、「もしそよ風がこの乙女の髪をなびかせなかったら、また、あつい涙がその眼にこぼれていなかったら、かれ (ペルセウス) はそれを大理石の像かとおもったことであろう」 (オウィディウス『変身物語』田中秀央、前田敬作訳) という記述そのもののアンドロメダが前景いっぱいに描かれている。
正面向きのアンドロメダは薄いベールだけを纏い、海の怪物に無防備な姿で立っている。恐ろし気に目を空に向け、上に上げられた両手は右側にそびえる岩に縛られている。彼女の足元には赤い衣服が見える。海中の怪物による危険と、空中でペガサスに乗っているペルセウスによる救助が右側からアンドロメダに迫っている。松明を持つキューピッドがアンドロメダの頭上を飛び、ペルセウスを指し示している。
本作ではアンドロメダが明らかな主役で、他の要素はすべて二義的な存在である。ルーベンスは、慎重にモデリングがなされたアンドロメダの姿を大まかにスケッチされたキューピッド、ペルセウス、怪物と対比している。アンドロメダをクローズアップで描くことにより彼女の絶望的な状況の緊迫感を強調しているともいえるが、同時に女性の豊穣な裸身の美しさに力点を置いて、提示しているとも考えられる。アンドロメダのポーズは、ロンドン・ナショナル・ギャラリーに所蔵されている『パリスの審判』中の左端で衣装を脱ぐミネルヴァと同じものである。なお、画家は、アンドロメダの顔に彼の2番目の妻エレーヌ・フールマンの容貌を与えている。

## ギャラリー

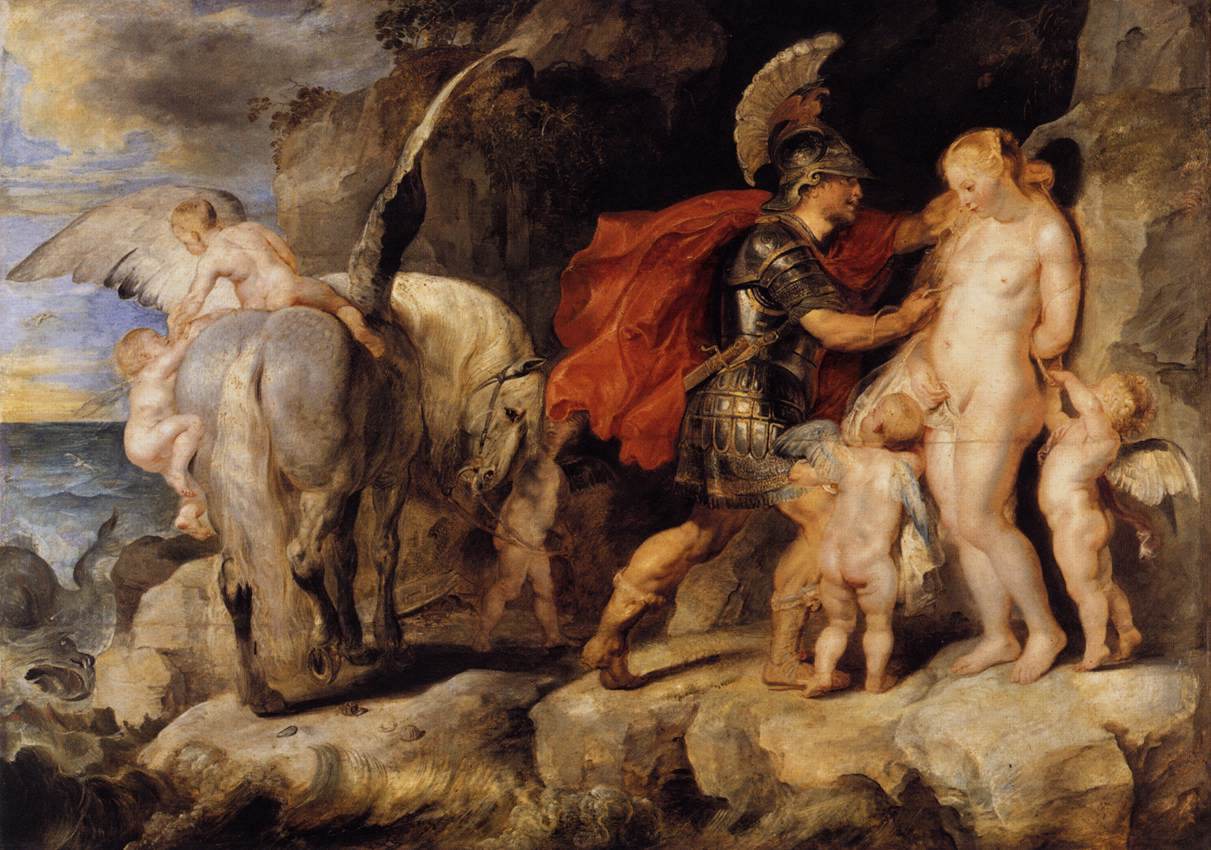
『アンドロメダを解放するペルセウス』1620-1622年 絵画館所蔵
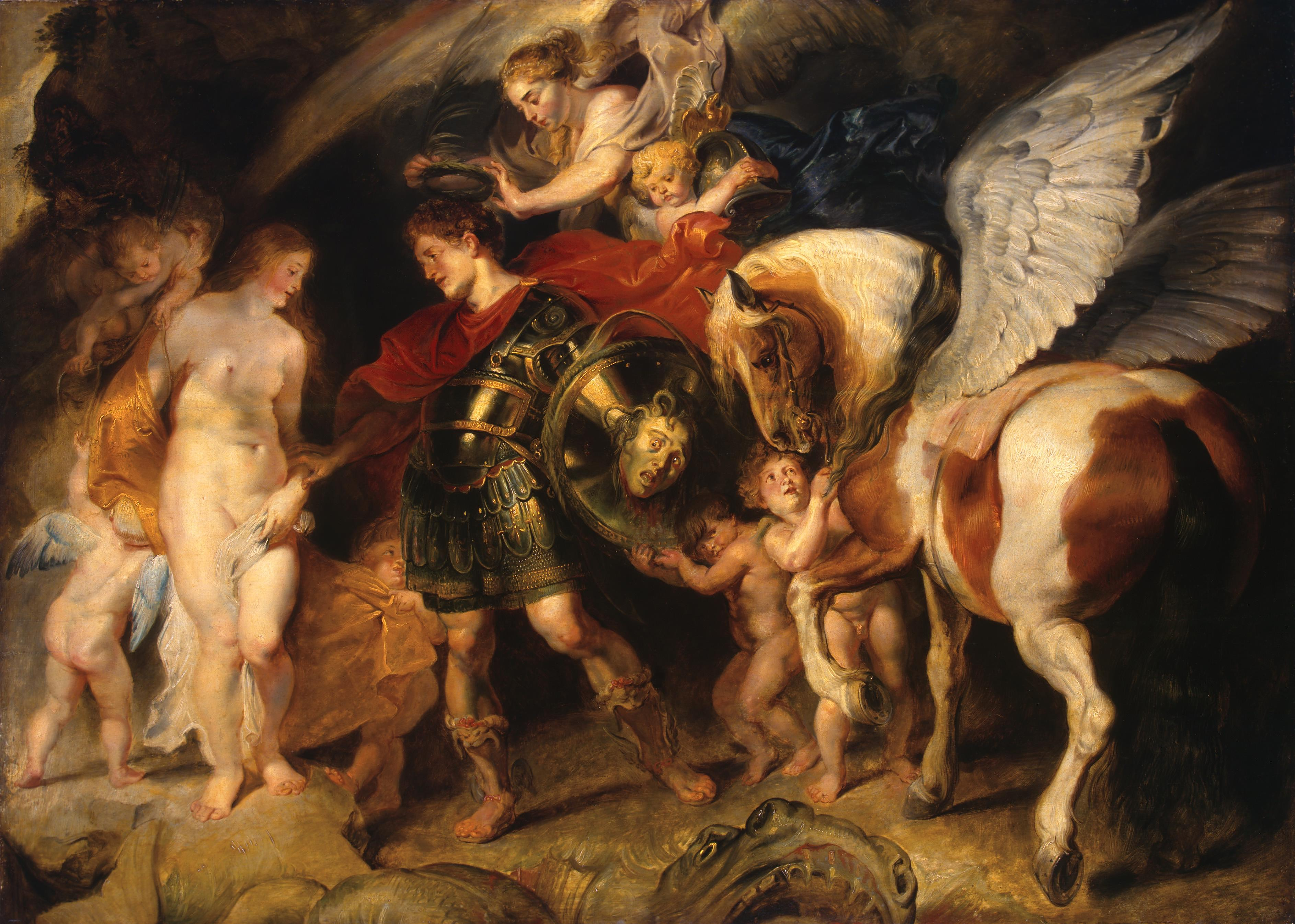
『アンドロメダを解放するペルセウス』1622年ごろ エルミタージュ美術館所蔵
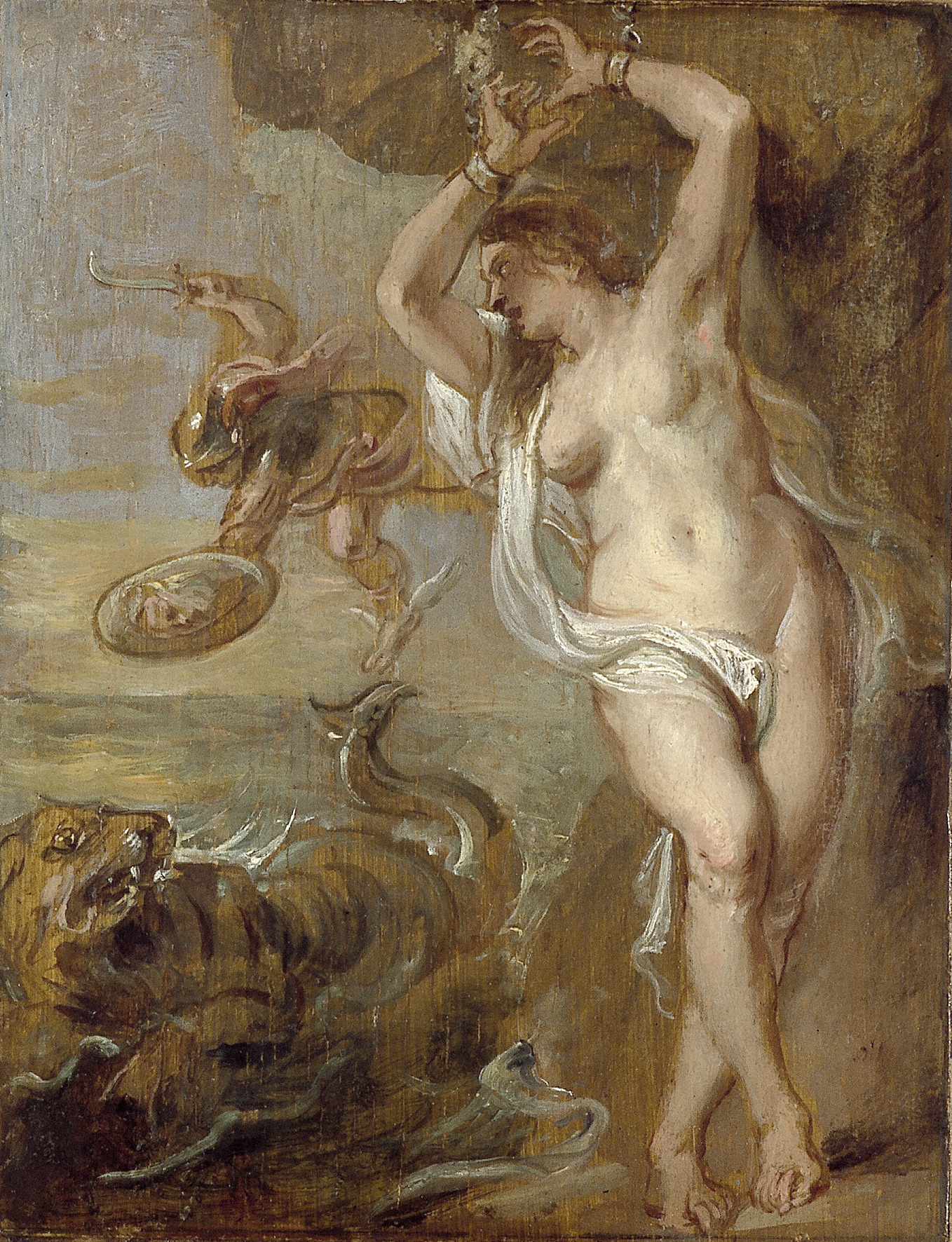
『ペルセウスとアンドロメダ』1636年-1637年 ボイマンス・ヴァン・ベーニンゲン美術館所蔵
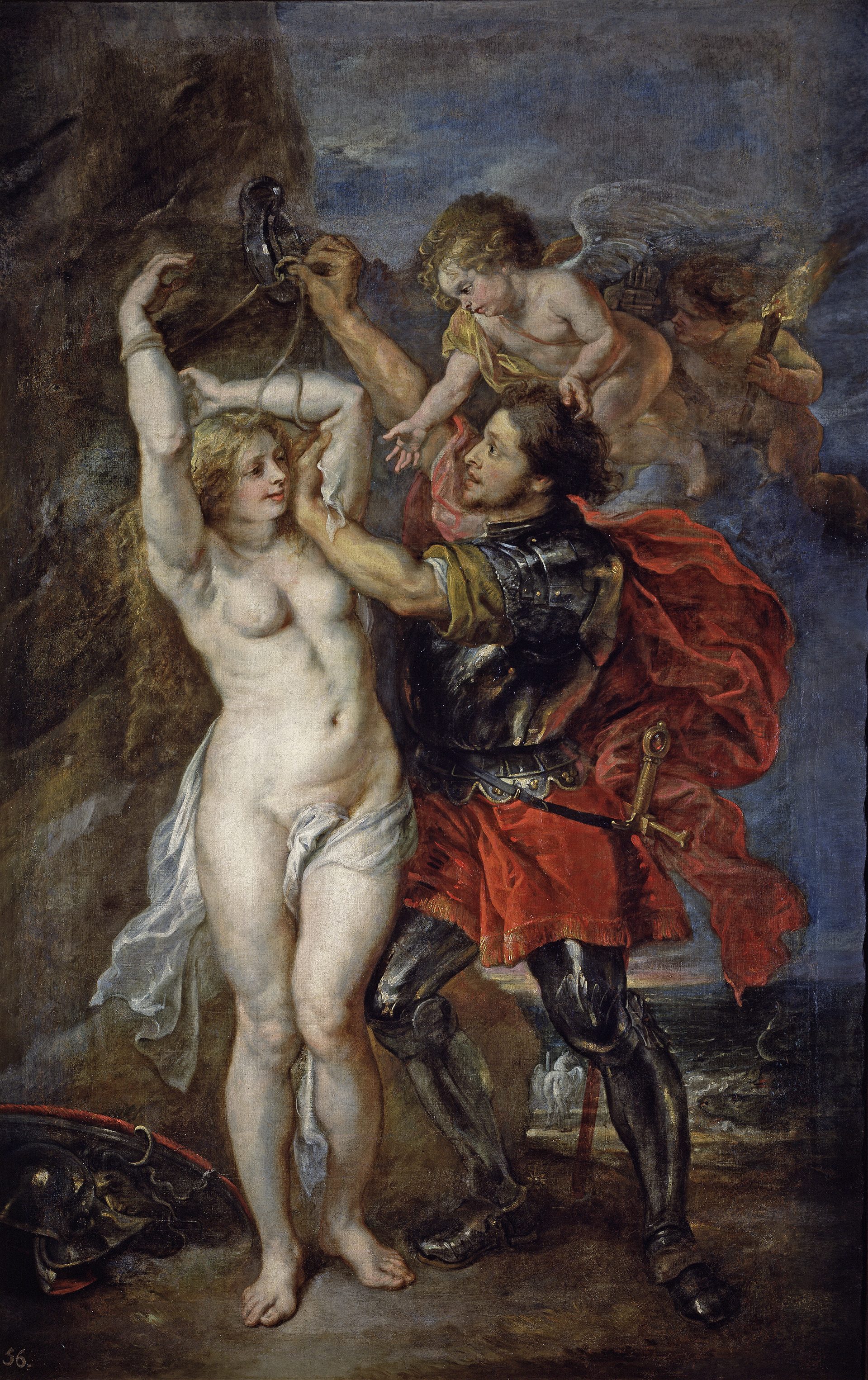
『アンドロメダを解放するペルセウス』1639年-1641年 プラド美術館所蔵
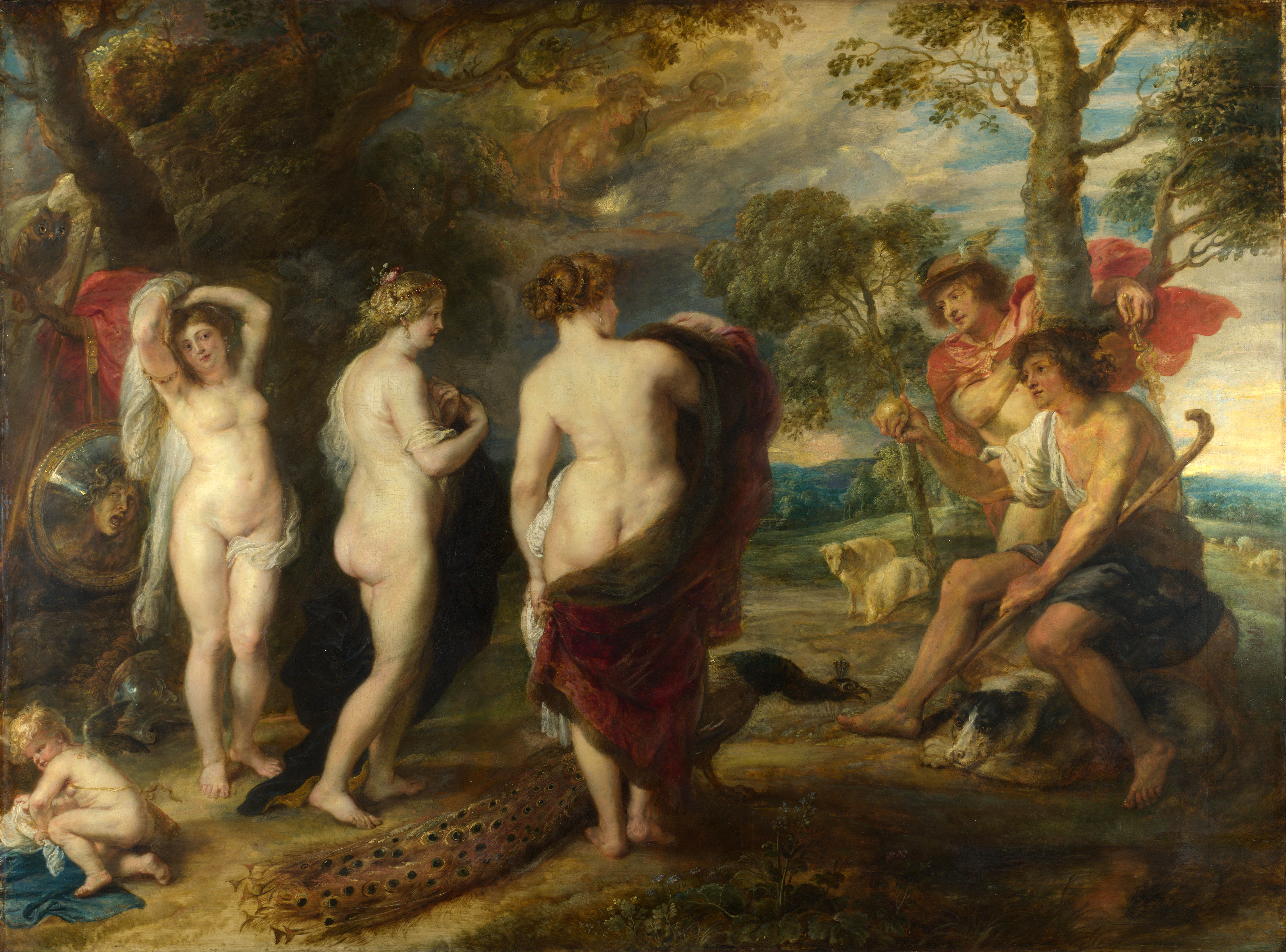
『パリスの審判』1632年-1635年ごろ ナショナル・ギャラリー (ロンドン) 所蔵